# Newport
Newport (galeză Casnewydd) este un oraș în sud-estul Țara Galilor, Regatul Unit. Populația orașului la recensământul din 2005 era de 139.600 locuitori. Este una dintre cele 22 zone de consiliu ale Țării Galilor.
Orașul are o universitate, care este situată în sudul acestuia.

## Orașe înfrățite
- Heidenheim, Germania
- Kutaisi, Georgia
- Guangxi Province, Republica Populară Chineză
- Annapolis, Statele Unite